# Ferid
Ferid je moško osebno ime.

## Izvor imena
Ferid je muslimansko ime, ki izhaja iz turškega imena Ferîd, ki ga razlagajo z arabsko besedo färîd v pomenu besede »edini; nepremagljiv; izreden; ki mu ni para«.

## Različice imena
- ženske različice imena: Ferida

## Pogostost imena
Po podatkih Statističnega urada Republike Slovenije je bilo na dan 31. decembra 2007 v Sloveniji število moških oseb z imenom Ferid: 229.